# Klub mladih poslancev
Klub mladih poslancev (kratica: KMP) je prostovoljno združenje poslancev Državnega zbora Republike Slovenije, ki na dan konstitutivne seje državnega zbora niso starejši od 29 let. Klub je bil ustanovljen 22. marca 2023, v času 9. sklica Državnega zbora Republike Slovenije. Klub vodi predsednik za dobo šestih mesecev.

## Predsedovanje
- Lucija Tacer (22. marec 2023–22. september 2023)
- Sara Žibrat (22. september 2023–22. marca 2024)

## Člani
- Andrej Hoivik (poslanska skupina SDS)
- Lucija Tacer (poslanska skupina Svoboda)
- Damijan Zrim (poslanska skupina SD)
- Lenart Žavbi (poslanska skupina Svoboda)
- Sara Žibrat (poslanska skupina Svoboda)